# Susanne Grützmann
Susanne Grützmann (* 18. Mai 1964 in Leipzig) ist eine deutsche Pianistin und Hochschullehrerin.

## Leben
Grützmann begann mit fünf Jahren mit dem Klavierspiel und studierte an der Hochschule für Musik Hanns Eisler Berlin. Sie gewann Preise bei mehreren internationalen Klavierwettbewerben. Sie lehrt an der Hochschule für Musik Hanns Eisler Berlin. Von 1998 bis 2002 sowie von 2013 bis 2016 war sie dort Gastprofessorin, von 2003 bis 2005 war sie Vertretungsprofessorin an der Musikhochschule Köln.
Grützmann spielte neben Klavierabenden und Kammermusik-Konzerten mit dem Gewandhausorchester Leipzig und dem Bayerischen Staatsorchester, dem Symphonieorchester des Bayerischen Rundfunks, dem SWF-Sinfonieorchester Baden-Baden, dem Radio-Sinfonie-Orchester Stuttgart, dem Deutschen Symphonieorchester Berlin und dem Rundfunk-Sinfonieorchester Berlin, mit dem Nederlands Philharmonisch Orkest und dem Arcos Chamber Orchestra New York.
Zu ihren Partnern am Dirigentenpult zählten Kurt Masur, Wolfgang Sawallisch, Hans Zender, Krzysztof Penderecki, Udo Zimmermann, Hanns Martin Schneidt, Matthias Bamert, Leon Fleischer, Jörg Faerber, Michail Jurowski, Hartmut Haenchen, Peter Gülke, Horst Förster, Marc Andreae, Sylvain Cambreling, Wojciech Rajski, Jörg-Peter Weigle, Jakov Kreizberg, Christoph Poppen, John-Edward Kelly, Ari Rasilainen, Jac van Steen, Patrik Ringborg, Gabriel Feltz, Heiko Mathias Förster, Peter Aderhold, Marc Piollet, Oliver Weder, Johannes Rieger, Nicholas Milton, Markus Poschner und Tomás Netopil.

## Auszeichnungen (Auswahl)
- 1981: Internationaler Robert-Schumann-Wettbewerb Zwickau – Zweiter Preis
- 1983: Internationaler Klavierwettbewerb „Vienna da Motta“ Lissabon – Dritter Preis
- 1984: Internationaler Johann-Sebastian-Bach-Wettbewerb Leipzig – Zweiter Preis
- 1989: Internationaler Musikwettbewerb der ARD München – Erster Preis

## Diskografie
- Robert Schumann Symphonische Etüden op. 13 & Frédéric Chopin 24 Préludes op. 28 (TELDEC)
- Robert Schumann Abegg-Variationenop. 1, Papillons op. 2, Davidsbündlertänze op. 6 (Profil Edition Günter Hänssler)
- Robert Schumann Kreisleriana op. 16, Fantasie op. 17, Arabeske op. 18, Blumenstück op. 19  (Profil Edition Günter Hännsler)
- Robert Schumann Sonate fis-Moll op. 11, Fantasiestücke op. 12, Fantasiestücke op.111 (Profil Edition Günter Hännsler)
- Clara Schumann The Complete Works For Piano Solo (Profil Edition Günther Hänssler)

Neben einem Solorepertoire beherrscht sie Klavierkonzerte von Bach, Mozart, Beethoven, Carl Maria von Weber, Mendelssohn-Bartholdy, Robert und Clara Schumann, Chopin, Liszt, Brahms, Tschaikowsky, Grieg, Richard Strauss, Skriabin, Stravinsky, Prokoffief und Gershwin.